# Rusostigma
Rusostigma is een geslacht van halfvleugeligen (Hemiptera) uit de familie witte vliegen (Aleyrodidae), onderfamilie Aleyrodinae.
De wetenschappelijke naam van dit geslacht is voor het eerst geldig gepubliceerd door Quaintance & Baker in 1917. De typesoort is Dialeurodes (Rusostigma) radiirugosa.

## Soorten
Rusostigma omvat de volgende soorten:
- Rusostigma eugeniae (Maskell, 1896)
- Rusostigma radiirugosa (Quaintance & Baker, 1917)
- Rusostigma tokyonis (Kuwana, 1911)
- Rusostigma tristylii (Takahashi, 1935)